# Verenigde Staten op de Olympische Winterspelen 1994
Tijdens de Olympische Winterspelen van 1994, die in Lillehammer (Noorwegen) werden gehouden, namen Verenigde Staten voor de zeventiende keer deel.

## Medailleoverzicht
| Sport          | Olympiër                                                  | Discipline           | Medaille |
| -------------- | --------------------------------------------------------- | -------------------- | -------- |
| Alpineskiën    | Tommy Moe                                                 | afdaling (m)         | Goud     |
| Alpineskiën    | Diann Roffe                                               | super g (v)          | Goud     |
| Schaatsen      | Bonnie Blair                                              | 500 m (v)            | Goud     |
| Schaatsen      | Bonnie Blair                                              | 1000 m (v)           | Goud     |
| Schaatsen      | Dan Jansen                                                | 1000 m (m)           | Goud     |
| Shorttrack     | Cathy Turner                                              | 500 m (v)            | Goud     |
| Alpineskiën    | Tommy Moe                                                 | super g (m)          | Zilver   |
| Alpineskiën    | Picabo Street                                             | afdaling (v)         | Zilver   |
| Freestyleskiën | Liz McIntyre                                              | moguls (v)           | Zilver   |
| Kunstrijden    | Nancy Kerrigan                                            | vrouwen              | Zilver   |
| Shorttrack     | Randy Bartz John Coyle Eric Flaim Andy Gabel              | 5000 m aflossing (m) | Zilver   |
| Shorttrack     | Amy Peterson                                              | 500 m (v)            | Brons    |
| Shorttrack     | Karen Cashman Amy Peterson Cathy Turner Nikki Ziegelmeyer | 3000 m aflossing (v) | Brons    |

## Deelnemers en resultaten
(m) = mannen, (v) = vrouwen 

### Alpineskiën
| Olympiër           | Discipline       | Resultaat | Prestatie                                                          |
| ------------------ | ---------------- | --------- | ------------------------------------------------------------------ |
| Chad Fleischer     | super g (m)      | dnf       | opgave                                                             |
| Chad Fleischer     | combinatie (m)   | dns-s1    | niet gestart slalom run 1 afdaling: 1.40,17                        |
| Matt Grosjean      | slalom (m)       | dnf-2     | opgave run 2 1.04,24+dnf                                           |
| A J Kitt           | afdaling (m)     | 17e       | 1.46,82 (+1,07)                                                    |
| A J Kitt           | super g (m)      | dq        | diskwalificatie                                                    |
| Tommy Moe          | afdaling (m)     | Goud      | 1.45,75                                                            |
| Tommy Moe          | super g (m)      | Zilver    | 1.32,61 (+0,08)                                                    |
| Tommy Moe          | combinatie (m)   | 5e        | 3.19,41 (+1,88) afdaling: 1.37,14 slalom: 1.42,27 (52,93+49,34)    |
| Jeremy Nobis       | reuzenslalom (m) | 9e        | 2.53,60 (+1,14) 1.29,02+1.24,58                                    |
| Jeremy Nobis       | slalom (m)       | dnf-2     | opgave run 2 1.04,86+dnf                                           |
| Harper Phillips    | reuzenslalom (m) | dnf-2     | opgave run 2 1.30,31+dnf                                           |
| Casey Puckett      | reuzenslalom (m) | dnf-1     | opgave run 1                                                       |
| Casey Puckett      | slalom (m)       | 7e        | 2.03,47 (+1,45) 1.02,97+1.00,50                                    |
| Kyle Rasmussen     | afdaling (m)     | 11e       | 1.46,35 (+0,60)                                                    |
| Kyle Rasmussen     | super g (m)      | dq        | diskwalificatie (1.34,25)                                          |
| Kyle Rasmussen     | combinatie (m)   | 31e       | 3.37,54 (+20,01) afdaling: 1.36,96 slalom: 2.00,58 (1.08,24+52,34) |
| Erik Schlopy       | reuzenslalom (m) | 34e       | 3.10,00 (+17,54) 1.42,26+1.27,74                                   |
| Erik Schlopy       | slalom (m)       | dnf-1     | opgave run 1                                                       |
| Craig Thrasher     | afdaling (m)     | 38e       | 1.48,91 (+3,16)                                                    |
| Craig Thrasher     | combinatie (m)   | dns-s1    | niet gestart slalom run 1 afdaling: 1.40,36                        |
|                    |                  |           |                                                                    |
| Megan Gerety       | afdaling (v)     | 20e       | 1.38,24 (+2,31)                                                    |
| Megan Gerety       | super g (v)      | dnf       | opgave                                                             |
| Hilary Lindh       | afdaling (v)     | 7e        | 1.37,44 (+1,51)                                                    |
| Hilary Lindh       | super g (v)      | 13e       | 1.23,38 (+1,23)                                                    |
| Shannon Nobis      | super g (v)      | 10e       | 1.23,02 (+0,87)                                                    |
| Anne-Lise Parisien | reuzenslalom (v) | 13e       | 2.36,44 (+5,47) 1.23,55+1.12,89                                    |
| Julie Parisien     | slalom (v)       | dq-2      | diskwalificatie run 2 1.01,61+dq                                   |
| Julie Parisien     | combinatie (v)   | dq-a      | diskwalificatie afdaling                                           |
| Monique Pelletier  | slalom (v)       | dq-2      | diskwalificatie run 2 1.01,87+dq                                   |
| Monique Pelletier  | combinatie (v)   | 24e       | 3.38,79 (+33,63) afdaling: 1.30,36 slalom: 2.08,43 (1.19,01+49,42) |
| Diann Roffe        | super g (v)      | Goud      | 1.22,15                                                            |
| Diann Roffe        | reuzenslalom (v) | dns-2     | niet gestart run 2 1.23,99+dns                                     |
| Krista Schmidinger | afdaling (v)     | 27e       | 1.38,76 (+2,83)                                                    |
| Carrie Sheinberg   | slalom (v)       | 18e       | 2.00,16 (+4,15) 1.01,63+58,53                                      |
| Picabo Street      | afdaling (v)     | Zilver    | 1.36,59 (+0,66)                                                    |
| Picabo Street      | combinatie (v)   | 10e       | 3.10,15 (+4,99) afdaling: 1.28,19 slalom: 1.41,96 (52,59+49,37)    |
| Eva Twardokens     | reuzenslalom (v) | 6e        | 2.34,41 (+3,44) 1.22,12+1.12,29                                    |
| Eva Twardokens     | slalom (v)       | dnf-2     | opgave run 2 1.01,47+dnf                                           |
| Heidi Voelker      | reuzenslalom (v) | dnf-2     | opgave run 2 1.23,08+dnf                                           |

### Biatlon
| Olympiër                                                   | Discipline             | Resultaat | Prestatie |
| ---------------------------------------------------------- | ---------------------- | --------- | --- |
| Duncan Douglas                                             | 10 km (m)              | 65e       | 33.29,2 (+5.22,2) pen.: 3 (1 + 2)                                                                                            |
| Jon Engen                                                  | 20 km (m)              | 64e       | 1:06.39,7 (+9.14,4) pen.: 4 (2 + 2 + 0 + 0)                                                                                  |
| Dave Jareckie                                              | 10 km (m)              | 64e       | 33.15,6 (+5.08,6) pen.: 4 (2 + 2)                                                                                            |
| Curt Schreiner                                             | 20 km (m)              | 65e       | 1:07.41,6 (+10.16,3) pen.: 6 (1 + 1 + 2 + 2)                                                                                 |
| Team Curt Schreiner Dave Jareckie Jon Engen Duncan Douglas | 4x7,5 km estafette (m) | 14e       | 1:35.43,7 (+5.21,6) pen.: 0 23.37,1 pen.: 0 (0 + 0) 23.58,9 pen.: 0 (0 + 0) 24.42,8 pen.: 0 (0 + 0) 23.24,9 pen.: 0 (0 + 0)  |
|                                                            |                        |           | |
| Beth Coats                                                 | 7,5 km (v)             | 51e       | 29.24,3 (+3.15,5) pen.: 3 (3 + 0)                                                                                            |
| Beth Coats                                                 | 15 km (v)              | 33e       | 57.20,0 (+5.13,4) pen.: 4 (1 + 1 + 1 + 1)                                                                                    |
| Joan Guetschow                                             | 7,5 km (v)             | 52e       | 29.26,7 (+3.17,9) pen.: 4 (1 + 3)                                                                                            |
| Joan Guetschow                                             | 15 km (v)              | 17e       | 55.19,4 (+3.12,8) pen.: 1 (0 + 0 + 0 + 1)                                                                                    |
| Mary Ostergren                                             | 7,5 km (v)             | 64e       | 30.35,6 (+4.26,8) pen.: 4 (3 + 1)                                                                                            |
| Joan Smith                                                 | 7,5 km (v)             | 24e       | 27.39,1 (+1.30,3) pen.: 0 (0 + 0)                                                                                            |
| Joan Smith                                                 | 15 km (v)              | 14e       | 54.46,7 (+2.40,1) pen.: 3 (0 + 1 + 1 + 1)                                                                                    |
| Laura Tavares                                              | 15 km (v)              | 32e       | 57.04,3 (+4.57,7) pen.: 4 (1 + 1 + 1 + 1)                                                                                    |
| Team Beth Coats Joan Smith Laura Tavares Joan Guetschow    | 4x7,5 km estafette (v) | 8e        | 1:57.35,9 (+10.16,4) pen.: 3 31.35,2 pen.: 3 (0 + 3) 27.34,7 pen.: 0 (0 + 0) 28.15,4 pen.: 0 (0 + 0) 30.10,6 pen.: 0 (0 + 0) |

### Bobsleeën
| Olympiër                                             | Discipline                        | Resultaat | Prestatie                                       |
| ---------------------------------------------------- | --------------------------------- | --------- | ----------------------------------------------- |
| Jim Herberich Nathan Minton                          | 2-mansbob (m) Verenigde Staten I  | 14e       | 3.33,41 (+2,60) (53,04 / 53,58 / 53,29 / 53,50) |
| Brian Shimer Randy Jones                             | 2-mansbob (m) Verenigde Staten II | 13e       | 3.32,85 (+2,04) (52,99 / 53,37 / 52,86 / 53,63) |
| Randy Will Jeff Woodard Joe Sawyer Chris Coleman     | 4-mansbob (m) Verenigde Staten I  | 15e       | 3.29,97 (+2,19) (52,03 / 52,42 / 52,77 / 52,75) |
| Brian Shimer Bryan Leturgez Karlos Kirby Randy Jones | 4-mansbob (m) Verenigde Staten II | dq-3      | diskwalificatie run 3 (52,25 / 52,29 / dq )     |

### Freestyleskiën
| Olympiër          | Discipline  | Resultaat | Prestatie                           |
| ----------------- | ----------- | --------- | ----------------------------------- |
| Troy Benson       | moguls (m)  | 8e        | 24,86 p. (kwalificatie: 24,42 p.)   |
| Sean Smith        | moguls (m)  | 13e       | 23,43 p. (kwalificatie: 24,31 p.)   |
| Craig Rodman      | moguls (m)  | 18e       | dnq (kwalificatie: 23,98 p.)        |
| Trace Worthington | moguls (m)  | 19e       | dnq (kwalificatie: 23,79 p.)        |
| Trace Worthington | aerials (m) | 5e        | 218,19 p. (kwalificatie: 221,11 p.) |
| Eric Bergoust     | aerials (m) | 7e        | 210,48 p. (kwalificatie: 190,48 p.) |
| Kris Feddersen    | aerials (m) | 11e       | 195,26 p. (kwalificatie: 199,27 p.) |
| Liz McIntyre      | moguls (v)  | Zilver    | 25,89 p. (kwalificatie: 25,23 p.)   |
| Donna Weinbrecht  | moguls (v)  | 7e        | 24,38 p. (kwalificatie: 23,96 p.)   |
| Ann Battelle      | moguls (v)  | 8e        | 23,71 p. (kwalificatie: 23,63 p.)   |
| Tracy Evans       | aerials (v) | 7e        | 139,77 p. (kwalificatie: 147,91 p.) |
| Nikki Stone       | aerials (v) | 13e       | dnq (kwalificatie: 143,86 p.)       |
| Kristean Porter   | aerials (v) | 20e       | dnq (kwalificatie: 91,14 p.)        |

### Kunstrijden
| Olympiër                         | Discipline | Resultaat | Prestatie                                                 |
| -------------------------------- | ---------- | --------- | --------------------------------------------------------- |
| Brian Boitano                    | mannen     | 6e        | 10,0 p. (korte kür: 8 - lange kür: 6)                     |
| Scott Davis                      | mannen     | 8e        | 10,0 p. (korte kür: 4 - lange kür: 8)                     |
| Nancy Kerrigan                   | vrouwen    | Zilver    | 2,5 p. (korte kür: 1 - lange kür: 2)                      |
| Tonya Harding                    | vrouwen    | 8e        | 12,0 p. (korte kür: 10 - lange kür: 7)                    |
| Jenni Meno Todd Sand             | paarrijden | 5e        | 8,0 p. (korte kür: 6 - lange kür: 5)                      |
| Kyoko Ina Jason Dungjen          | paarrijden | 9e        | 14,5 p. (korte kür: 15 - lange kür: 7)                    |
| Karen Courtland Todd Reynolds    | paarrijden | 14e       | 20,5 p. (korte kür: 13 - lange kür: 14)                   |
| Elizabeth Punsalan Jerod Swallow | ijsdansen  | 15e       | 29,0 p. (verpl.1: 14 - verpl.2: 14 - org.: 14 - vrij: 15) |

### Langlaufen
| Olympiër                                                     | Discipline                    | Resultaat | Prestatie                                            |
| ------------------------------------------------------------ | ----------------------------- | --------- | ---------------------------------------------------- |
| John Aalberg                                                 | 10 km klassiek (m)            | 45e       | 27.02,3 (+2.42,2)                                    |
| John Aalberg                                                 | 30 km vrije stijl (m)         | 43e       | 1:21.45,1 (+9.18,7)                                  |
| John Aalberg                                                 | achtervolging 10 km+15 km (m) | 33e       | +5.24,6 (10 km:27.02 + 15 km:38.31,4)                |
| Luke Bodensteiner                                            | 10 km klassiek (m)            | 58e       | 27.22,3 (+3.02,2)                                    |
| Luke Bodensteiner                                            | 30 km vrije stijl (m)         | 36e       | 1:20.13,0 (+7.46,6)                                  |
| Luke Bodensteiner                                            | achtervolging 10 km+15 km (m) | 45e       | +6.44,2 (10 km:27.22 + 15 km:39.31,0)                |
| Todd Boonstra                                                | 10 km klassiek (m)            | 41e       | 26.56,3 (+2.36,2)                                    |
| Todd Boonstra                                                | 50 km klassiek (m)            | 39e       | 2:20.41,0 (+13.20,7)                                 |
| Todd Boonstra                                                | achtervolging 10 km+15 km (m) | 41e       | +5.58,3 (10 km:26.56 + 15 km:39.11,1)                |
| Ben Husaby                                                   | 10 km klassiek (m)            | 52e       | 27.11,3 (+2.51,2)                                    |
| Ben Husaby                                                   | 50 km klassiek (m)            | 53e       | 2:23.37,3 (+16.17,0)                                 |
| Ben Husaby                                                   | achtervolging 10 km+15 km (m) | 43e       | +6.27,1 (10 km:27.11 + 15 km:39.24,9)                |
| Marcus Nash                                                  | 30 km vrije stijl (m)         | 65e       | 1:27.18,7 (+14.52,3)                                 |
| Carl Swenson                                                 | 30 km vrije stijl (m)         | 45e       | 1:22.08,6 (+9.42,2)                                  |
| Pete Vordenberg                                              | 50 km klassiek (m)            | 49e       | 2:22.53,1 (+15.32,8)                                 |
| Justin Wadsworth                                             | 50 km klassiek (m)            | 35e       | 2:19.49,1 (+12.28,8)                                 |
| Team John Aalberg Ben Husaby Todd Boonstra Luke Bodensteiner | 4x10 km estafette (m)         | 13e       | 1:49.40,5 (+8.25,5) 28.09,8 28.20,6 27.01,6 26.08,5  |
|                                                              |                               |           |                                                      |
| Ingrid Butts                                                 | 5 km klassiek (v)             | 53e       | 16.33,6 (+2.24,8)                                    |
| Ingrid Butts                                                 | achtervolging 5 km+10 km (v)  | 50e       | +7.01,5 (5 km:16.33 + 10 km:32.06,6)                 |
| Dorcas Wonsavage                                             | 30 km klassiek (v)            | 40e       | 1:36.34,1 (+10.52,5)                                 |
| Nina Kemppel                                                 | 5 km klassiek (v)             | 28e       | 15.44,8 (+1.36,0)                                    |
| Nina Kemppel                                                 | 15 km vrije stijl (v)         | 42e       | 46.56,8 (+7.12,3)                                    |
| Nina Kemppel                                                 | 30 km klassiek (v)            | 27e       | 1:32.55,3 (+7.13,7)                                  |
| Nina Kemppel                                                 | achtervolging 5 km+10 km (v)  | 31e       | +4.43,7 (5 km:15.44 + 10 km:30.37,8)                 |
| Suzanne King                                                 | 30 km klassiek (v)            | 51e       | 1:45.27,9 (+19.46,3)                                 |
| Laura McCabe                                                 | 15 km vrije stijl (v)         | 34e       | 45.51,1 (+6.06,6)                                    |
| Karen Petty                                                  | 5 km klassiek (v)             | 59e       | 16.52,5 (+2.43,7)                                    |
| Karen Petty                                                  | achtervolging 5 km+10 km (v)  | dns       | niet gestart 10 km (5 km:16.52 + 10 km:niet gestart) |
| Leslie Thompson                                              | 5 km klassiek (v)             | 40e       | 16.08,0 (+1.59,2)                                    |
| Leslie Thompson                                              | 15 km vrije stijl (v)         | 37e       | 46.10,3 (+6.25,8)                                    |
| Leslie Thompson                                              | achtervolging 5 km+10 km (v)  | 32e       | +4.52,5 (5 km:16.08 + 10 km:30.22,6)                 |
| Laura Wilson                                                 | 15 km vrije stijl (v)         | 35e       | 45.59,9 (+6.15,4)                                    |
| Laura Wilson                                                 | 30 km klassiek (v)            | 49e       | 1:38.52,6 (+13.11,0)                                 |
| Team Laura Wilson Nina Kemppel Laura McCabe Leslie Thompson  | 4x5 km estafette (v)          | 10e       | 1:02.28,4 (+5.15,9) 16.16,1 16.14,8 15.31,3 14.26,2  |

### Noordse combinatie
| Olympiër                                    | Discipline      | Resultaat | Prestatie |
| ------------------------------------------- | --------------- | --------- | --- |
| Todd Lodwick                                | individueel (m) | 13e       | +5.13,3 — schans: 232,0 p — 15 km: 42.41,2 |
| Ryan Heckman                                | individueel (m) | 29e       | +8.07,8 — schans: 191,5 p — 15 km: 41.05,7 |
| Tim Tetreault                               | individueel (m) | 30e       | +8.09,1 — schans: 186,5 p — 15 km: 40.34,0 |
| Dave Jarrett                                | individueel (m) | 36e       | +8.22,5 — schans: 175,5 p — 15 km: 39.34,4 |
| Team Dave Jarrett Todd Lodwick Ryan Heckman | team (m)        | 7e        | +13.15,6 — schans: 602,0 p — 30 km: 1:25.10,4 schans: 193,5 p — 10 km: 27.49,8 schans: 221,0 p — 10 km: 29.03,2 schans: 187,5 p — 10 km: 28.17,4 |

### Rodelen
| Olympiër                        | Discipline | Resultaat | Prestatie                                             |
| ------------------------------- | ---------- | --------- | ----------------------------------------------------- |
| Wendel Suckow                   | mannen     | 5e        | 3.22,424 (+0,853) (50,698 / 50,819 / 50,359 / 50,548) |
| Robert Pipkins                  | mannen     | 16e       | 3.24,580 (+3,009) (51,248 / 51,332 / 50,885 / 51,115) |
| Duncan Kennedy                  | mannen     | dnf       | opgave (50,587 / 50,633 / opgave / )                  |
| Cammy Myler                     | vrouwen    | 11e       | 3.17,834 (+2,317) (49,201 / 49,763 / 49,324 / 49,546) |
| Bethany Calcaterra-McMahon      | vrouwen    | 12e       | 3.18,005 (+2,488) (49,733 / 49,542 / 49,304 / 49,426) |
| Erin Warren                     | vrouwen    | dnf       | opgave (dnf / )                                       |
| Mark Grimmette Jonathan Edwards | dubbel     | 4e        | 1.37,289 (+0,569) (48,617 / 48,672)                   |
| Chris Thorpe Gordon Sheer       | dubbel     | 5e        | 1.37,296 (+0,576) (48,571 / 48,725)                   |

### Schaatsen
| Olympiër         | Discipline | Resultaat | Prestatie        |
| ---------------- | ---------- | --------- | ---------------- |
| Dave Besteman    | 500 m (m)  | 27e       | 37,68 (+1,35)    |
| Dave Besteman    | 1000 m (m) | 30e       | 1.15,62 (+3,19)  |
| KC Boutiette     | 1500 m (m) | 39e       | 2.00,59 (+9,30)  |
| Dave Cruikshank  | 500 m (m)  | 19e       | 37,37 (+1,04)    |
| Brendan Eppert   | 1000 m (m) | 35e       | 1.16,07 (+3,64)  |
| Dan Jansen       | 500 m (m)  | 8e        | 36,68 (+0,35)    |
| Dan Jansen       | 1000 m (m) | Goud      | 1.12,43          |
| Nate Mills       | 500 m (m)  | 20e       | 37,41 (+1,08)    |
| Nate Mills       | 1000 m (m) | 21e       | 1.15,11 (+2,68)  |
| Nate Mills       | 1500 m (m) | 37e       | 1.58,43 (+7,14)  |
| Dave Tamburrino  | 1500 m (m) | 22e       | 1.55,78 (+4,49)  |
| Brian Wanek      | 1500 m (m) | 32e       | 1.57,09 (+5,80)  |
| Brian Wanek      | 5000 m (m) | 30e       | 7.05,95 (+30,99) |
|                  |            |           |                  |
| Chantal Bailey   | 1000 m (v) | 31e       | 1.23,52 (+4,78)  |
| Chantal Bailey   | 1500 m (v) | 27e       | 2.09,68 (+7,49)  |
| Chantal Bailey   | 3000 m (v) | 22e       | 4.34,64 (+17,21) |
| Bonnie Blair     | 500 m (v)  | Goud      | 39,25            |
| Bonnie Blair     | 1000 m (v) | Goud      | 1.18,74          |
| Bonnie Blair     | 1500 m (v) | 4e        | 2.03,44 (+1,25)  |
| Peggy Clasen     | 500 m (v)  | 23e       | 41,13 (+1,88)    |
| Michelle Kline   | 500 m (v)  | dq        | diskwalificatie  |
| Michelle Kline   | 1000 m (v) | 24e       | 1.22,44 (+3,70)  |
| Michelle Kline   | 1500 m (v) | 20e       | 2.08,02 (+5,83)  |
| Chris Scheels    | 3000 m (v) | 21e       | 4.34,14 (+16,71) |
| Kristen Talbot   | 500 m (v)  | 20e       | 41,05 (+1,80)    |
| Chris Witty      | 1000 m (v) | 23e       | 1.22,42 (+3,68)  |
| Angela Zuckerman | 1500 m (v) | 21e       | 2.08,43 (+6,24)  |
| Angela Zuckerman | 3000 m (v) | 19e       | 4.33,08 (+15,65) |

### Schansspringen
| Olympiër                                              | Discipline                     | Resultaat | Prestatie |
| ----------------------------------------------------- | ------------------------------ | --------- | --- |
| Jim Holland                                           | normale schans individueel (m) | 48e       | 158,0 punten 85,0 p. (77,5 m) + 73,0 p. (71,0 m) |
| Jim Holland                                           | grote schans individueel (m)   | 46e       | 102,9 punten 42,1 p. (82,0 m) + 60,8 p. (91,0 m) |
| Bob Holme                                             | normale schans individueel (m) | 35e       | 195,0 punten 97,0 p. (83,0 m) + 98,0 p. (82,0 m) |
| Bob Holme                                             | grote schans individueel (m)   | 50e       | 85,0 punten 47,3 p. (86,0 m) + 37,7 p. (81,5 m) |
| Ted Langlois                                          | normale schans individueel (m) | 33e       | 197,0 punten 108,5 p. (87,5 m) + 88,5 p. (78,0 m) |
| Ted Langlois                                          | grote schans individueel (m)   | 35e       | 135,2 punten 71,6 p. (97,0 m) + 63,6 p. (94,5 m) |
| Randy Weber                                           | normale schans individueel (m) | 44e       | 170,5 punten 86,5 p. (77,0 m) + 84,0 p. (78,0 m) |
| Randy Weber                                           | grote schans individueel (m)   | 53e       | 69,7 punten 30,7 p. (91,5 m) + 39,0 p. (80,0 m) |
| Team Randy Weber Greg Boester Kurt Stein Ted Langlois | grote schans team (m)          | 11e       | 505,0 punten 50,8 p. (91,0 m) + 79,7 p. (101,5 m) 75,3 p. (98,5 m) + 71,1 p. (97,0 m) 48,4 p. (85,5 m) + 50,6 p. (89,5 m) 60,7 p. (91,5 m) + 68,4 p. (95,5 m) |

### Shorttrack
| Olympiër                                                  | Discipline           | Resultaat | Prestatie                                                           |
| --------------------------------------------------------- | -------------------- | --------- | ------------------------------------------------------------------- |
| John Coyle                                                | 500 m (m)            | 19e       | dnq, vr 1 (3e): 45,42                                               |
| John Coyle                                                | 1000 m (m)           | 19e       | dnq, vr 3 (3e): 1.32,92                                             |
| Eric Flaim                                                | 500 m (m)            | 25e       | dnq, vr 6 (4e): 44,71                                               |
| Eric Flaim                                                | 1000 m (m)           | 10e       | dnq, kf 2 (3e): 1.29,70, vr 4 (2e): 1.33,71                         |
| Andy Gabel                                                | 500 m (m)            | 14e       | dnq, kf 3 (3e): 48,91, vr 7 (2e): 44,31                             |
| Andy Gabel                                                | 1000 m (m)           | 9e        | dnq, kf 4 (3e): 1.33,59, vr 2 (1e): 1.32,32                         |
| Randy Bartz John Coyle Eric Flaim Andy Gabel              | 5000 m aflossing (m) | Zilver    | Finale: 7.13,37, hf 1 (2e): 7.18,58                                 |
|                                                           |                      |           |                                                                     |
| Amy Peterson                                              | 500 m (v)            | Brons     | Finale: 46,76, hf 1 (2e): 46,28, kf 2 (1e): 46,59, vr 8 (1e): 47,02 |
| Amy Peterson                                              | 1000 m (v)           | 13e       | dnq, kf 4 (3e): 1.39,51, vr 3 (2e): 1.45,38                         |
| Cathy Turner                                              | 500 m (v)            | Goud      | Finale: 45,98, hf 2 (1e): 47,54, kf 3 (2e): 47,24, vr 2 (1e): 46,22 |
| Cathy Turner                                              | 1000 m (v)           | 8e        | dnq, hf 1: diskwalificatie, kf 3 (2e): 1.38,98, vr 6 (2e): 1.47,03  |
| Karen Cashman Amy Peterson Cathy Turner Nikki Ziegelmeyer | 3000 m aflossing (v) | Brons     | Finale: 4.39,34, hf 2 (2e): 4.35,52                                 |

### IJshockey
| Olympiër | Discipline | Resultaat | Prestatie |
| --- | ---------- | --------- | --- |
| Mike Dunham Garth Snow Ted Crowley Brett Hauer Chris Imes Peter Laviolette Todd Marchant Matt Martin Travis Richards Barry Richter Mark Beaufait Jim Campbell Peter Ciavaglia Ted Drury Peter Ferraro Darby Hendrickson Craig Johnson Jeff Lazaro John Lilley Dave Roberts Brian Rolston Dave Sacco | mannen     | 8e        | Voorronde groep B: 4- 4 Verenigde Staten - Frankrijk 3- 3 Verenigde Staten - Slowakije 3- 3 Verenigde Staten - Canada 4- 6 Verenigde Staten - Zweden 7- 1 Verenigde Staten - Italië Kwartfinale: 1- 6 Verenigde Staten - Finland Wedstrijd om 5e t/m 8e plaats: 3- 5 Verenigde Staten - Tsjechië Wedstrijd om de 7e plaats: 3- 4 Verenigde Staten - Duitsland |

Amerikaanse Maagdeneilanden · Amerikaans-Samoa · Andorra · Argentinië · Armenië · Australië · België · Bermuda · Bosnië en Herzegovina · Brazilië · Bulgarije · Canada · Chili · China · Chinees Taipei · Cyprus · Denemarken · Duitsland · Estland · Fiji · Finland · Frankrijk · Georgië · Griekenland · Groot-Brittannië · Hongarije · IJsland · Israël · Italië · Jamaica · Japan · Kazachstan · Kirgizië · Kroatië · Letland · Liechtenstein · Litouwen · Luxemburg · Mexico · Moldavië · Monaco · Mongolië · Nederland · Nieuw-Zeeland · Noorwegen · Oekraïne · Oezbekistan · Oostenrijk · Polen · Portugal · Puerto Rico · Roemenië · Rusland · San Marino · Senegal · Slovenië · Slowakije · Spanje · Trinidad en Tobago · Tsjechië · Turkije · Verenigde Staten · Wit-Rusland · Zuid-Afrika · Zuid-Korea · Zweden · Zwitserland